# Sticherus aurantiacus
Sticherus aurantiacus là một loài dương xỉ trong họ Gleicheniaceae. Loài này được E.Ø. Andersen & B. Øllg. mô tả khoa học đầu tiên năm 2001.